# Nati il 18 agosto
| Questa pagina contiene informazioni ricavate automaticamente dalle voci biografiche con l'ausilio del template Bio e di un bot. L'aggiornamento è periodico e automatico e ricostruisce completamente la pagina. Se manca una persona in questa lista, sei pregato di non aggiungerla, ma accertati piuttosto che la sua voce biografica contenga il template Bio e che i dati anagrafici siano correttamente compilati. Se il template Bio manca, inseriscilo tu stesso o, in alternativa, metti l'avviso {{tmp\|Bio}} che ne segnala la mancanza. Se i dati riportati sono sbagliati, correggi direttamente la voce biografica; le modifiche saranno visibili in questa lista entro pochi giorni. Per chiarimenti vedi il progetto biografie. La lista contiene solo le 1.138 persone che sono citate nell'enciclopedia e per le quali è stato implementato correttamente il template Bio. Pagina aggiornata al 17 ago 2025. |

## XIII secolo(1)
- 1275 - Bartholomew de Badlesmere, nobile e militare britannico († 1322)

## XV secolo(6)
- 1407 - Alain de Coëtivy, vescovo cattolico e cardinale francese († 1474)
- 1446 - Pier Capponi, condottiero e politico italiano († 1496)
- 1450 - Marco Marulo, poeta e umanista dalmata († 1524)
- 1451 - Sforza Maria Sforza, duca († 1479)
- 1458 - Lorenzo Pucci, cardinale e vescovo cattolico italiano († 1531)
- 1497 - Francesco da Milano, compositore italiano († 1543)

## XVI secolo(10)
- 1513 - Pompilio Amaseo, umanista italiano († 1586)
- 1526 - Claudio di Guisa-Aumale, nobile francese († 1573)
- 1560 - Maria di Gesù López de Rivas Martínez, religiosa spagnola († 1640)
- 1564 - Federico Borromeo, cardinale italiano († 1631)
- 1575 - Anna Maria del Palatinato-Neuburg, nobile tedesca († 1643)
- 1579 - Carlotta Flandrina di Nassau, badessa francese († 1640)
- 1580 - Filippo Malabayla, religioso e storico italiano († 1657)
- 1581 - Jean des Porcelets de Maillane, vescovo cattolico francese († 1624)
- 1587 - Virginia Dare, inglese
- 1596 - Jean Bolland, gesuita e storico belga († 1665)

## XVII secolo(13)
- 1606 - Maria Anna d'Asburgo, nobile spagnola († 1646)
- 1607 - Samuel Guichenon, storico, genealogista e avvocato francese († 1664)
- 1611 - Maria Luisa di Gonzaga-Nevers († 1667)
- 1623 - Pieter Janssens Elinga, pittore olandese († 1682)
- 1643 - Guglielmo Ludovico di Anhalt-Harzgerode, nobile tedesco († 1709)
- 1653 - Giulio Sigismondo di Württemberg-Juliusburg, generale prussiano († 1684)
- 1663 - Catherine Repond, svizzera († 1731)
- 1683 - Cristiano Ernesto di Sassonia-Coburgo-Saalfeld, duca († 1745)
- 1685 - Brook Taylor, matematico britannico († 1731)
- 1692 - Luigi IV Enrico di Borbone-Condé, nobile e politico francese († 1740)
- 1692 - Bartolomeo Ferracina, orologiaio e ingegnere italiano († 1777)
- 1697 - Benedetta d'Este, nobile italiana († 1777)
- 1700 - Bajirao I, generale indiano († 1740)

## XVIII secolo(39)
- 1705 - Louis Phélypeaux de Saint-Florentin, politico e nobile francese († 1777)
- 1711 - Giovanni Filippo Antonio San Martino, vescovo cattolico italiano († 1761)
- 1713 - Maria Crocifissa Costantini, religiosa italiana († 1787)
- 1714 - Carolina d'Assia-Rheinfels-Rotenburg, principessa († 1741)
- 1720 - Laurence Shirley, IV conte Ferrers, nobile e assassino britannico († 1760)
- 1735 - François-Xavier de Feller, gesuita, storico e teologo belga († 1802)
- 1739 - Cornelis de Pauw, filosofo e geografo olandese († 1799)
- 1740 - Giovanni Cristofano Amaduzzi, abate, filologo classico e filosofo italiano († 1792)
- 1745 - Federica Carlotta di Brandeburgo-Schwedt, principessa († 1808)
- 1748 - Pierre Sonnerat, naturalista e esploratore francese († 1814)
- 1750 - Antonio Salieri, compositore italiano († 1825)
- 1752 - Gaetano Filangieri, giurista e filosofo italiano († 1788)
- 1754 - François de Chasseloup-Laubat, ingegnere e militare francese († 1833)
- 1756 - Gaetano Nicodemi, botanico italiano († 1804)
- 1758 - François Watteau, pittore francese († 1823)
- 1760 - Oronzio Massa, generale italiano († 1799)
- 1761 - Pierre Daunou, politico, storico e archivista francese († 1840)
- 1761 - Faustino Trebbi, pittore e architetto italiano († 1836)
- 1765 - Luigi Aloisio di Hohenlohe-Waldenburg-Bartenstein, nobile e generale tedesco († 1829)
- 1769 - Caetano Pires Pereira, missionario e vescovo cattolico portoghese († 1838)
- 1770 - Dorothea von Rodde-Schlözer, filosofa tedesca († 1825)
- 1772 - Filippo Garretti di Ferrere, generale italiano († 1851)
- 1774 - Gaspard Laurent Bayle, medico francese († 1816)
- 1774 - Meriwether Lewis, esploratore statunitense († 1809)
- 1775 - Giovanni Battista Sartori, vescovo cattolico e abate italiano († 1858)
- 1776 - Agustín Argüelles, politico e diplomatico spagnolo († 1844)
- 1776 - Thomas Howard, XVI conte di Suffolk, nobile e politico britannico († 1851)
- 1781 - Joaquín Suárez, politico uruguaiano († 1868)
- 1782 - Marcellin Marbot, generale francese († 1854)
- 1785 - Friedrich Wieck, pianista e insegnante tedesco († 1873)
- 1786 - Otto Heinrich von Loeben, poeta e scrittore tedesco († 1825)
- 1786 - Jean Guillaume Auguste Lugol, medico francese († 1856)
- 1787 - Luigi Configliachi, docente, filantropo e botanico italiano († 1864)
- 1792 - John Russell, I conte di Russell, politico inglese († 1878)
- 1793 - Augusta di Anhalt-Dessau, nobildonna († 1854)
- 1795 - Jean-François Mollard, militare francese († 1864)
- 1797 - Antoine Claudet, fotografo francese († 1867)
- 1797 - Francesco Zantedeschi, presbitero e fisico italiano († 1873)
- 1799 - Paulin Talabot, imprenditore francese († 1885)

## XIX secolo(138)
- 1803 - Nathan Clifford, politico statunitense († 1881)
- 1807 - Charles Francis Adams, Sr., politico statunitense († 1886)
- 1807 - Fermo Zuccari, architetto italiano († 1869)
- 1809 - William Craven, II conte di Craven, nobile inglese († 1866)
- 1810 - Jules Perrot, ballerino e coreografo francese († 1892)
- 1811 - Adelina Spech Salvi, cantante lirica italiana († 1886)
- 1811 - Samuel Tickell, artista e ornitologo britannico († 1875)
- 1811 - Paolo Emilio Tulelli, presbitero, filosofo e educatore italiano († 1884)
- 1814 - Elena Montecchi Torti, poetessa e patriota italiana († 1868)
- 1815 - Otto Karl Berg, botanico e farmacista tedesco († 1866)
- 1815 - Alexander von Middendorf, zoologo e esploratore russo († 1894)
- 1817 - Domenico Tarsitani, medico italiano († 1873)
- 1818 - Giovanni Battista Bertini, politico e avvocato italiano († 1907)
- 1818 - Cosimo Palamidessi, chirurgo italiano († 1868)
- 1819 - Marija Nikolaevna Romanova, mecenate e collezionista d'arte russa († 1876)
- 1819 - Raghib Pascià, politico egiziano († 1884)
- 1822 - Secondo Cremonesi, patriota, politico e imprenditore italiano († 1899)
- 1822 - Ludwig von Pulz, generale austriaco († 1881)
- 1823 - Eumene Baratta, scultore e artista italiano
- 1824 - André Léo, scrittrice francese († 1900)
- 1824 - Pierre-Emile Martin, ingegnere francese († 1915)
- 1826 - Gaetano Gravina di Santa Elisabetta, politico italiano († 1900)
- 1828 - Julius Jacobson, oculista tedesco († 1889)
- 1828 - Enrico Ridolfi, storico dell'arte italiano († 1909)
- 1830 - Francesco Giuseppe I d'Austria, sovrano austriaco († 1916)
- 1831 - Elena di Nassau, principessa belga († 1888)
- 1832 - Leonardo La Russa, politico italiano († 1900)
- 1832 - Victor Meirelles, pittore brasiliano († 1903)
- 1832 - Eugène Rouché, matematico francese († 1910)
- 1832 - Johann Weitzer, imprenditore austriaco († 1902)
- 1833 - Demetrio Livaditi, scrittore, giornalista e patriota italiano († 1897)
- 1835 - Amalia Freud, nobildonna austro-ungarica († 1930)
- 1835 - Telemaco Signorini, pittore e incisore italiano († 1901)
- 1837 - Luigi Scaffai, pittore italiano († 1899)
- 1837 - Ottavio Serena, magistrato, prefetto e politico italiano († 1914)
- 1839 - Carlo Gorio, politico italiano († 1917)
- 1839 - Donato Jaja, filosofo italiano († 1914)
- 1841 - Pietro IV Geraigiry, vescovo cattolico e patriarca cattolico libanese († 1902)
- 1843 - Johan Thorne, politico norvegese († 1920)
- 1845 - Giuseppe Bagatti Valsecchi, architetto e avvocato italiano († 1934)
- 1845 - Napoleone Bertoglio Pisani, scrittore, storico e archeologo italiano († 1912)
- 1848 - Augusto Tamburini, psichiatra italiano († 1919)
- 1849 - Benjamin Godard, violinista e compositore francese († 1895)
- 1849 - Emile Enrico Ragusa, imprenditore e entomologo italiano († 1924)
- 1850 - Vincenzo Appiani, pianista e compositore italiano († 1932)
- 1852 - Wilhelm von Plüschow, fotografo tedesco († 1930)
- 1853 - Heinrich Botho Scheube, medico tedesco († 1923)
- 1854 - Ettore Sighieri, politico e ingegnere italiano
- 1855 - Ugo Maneo, politico italiano († 1945)
- 1855 - Alfred Wallis, artista britannico († 1942)
- 1856 - Charles H. Gabriel, compositore statunitense († 1932)
- 1856 - Ahad Ha'am, scrittore russo († 1927)
- 1857 - Eusebius Mandyczewski, compositore, musicologo e direttore d'orchestra rumeno († 1929)
- 1859 - Anna Ancher, pittrice danese († 1935)
- 1860 - Jules Cardot, botanico francese († 1934)
- 1860 - Theodor Lewald, militare tedesco († 1947)
- 1861 - André Calmettes, attore e regista francese († 1942)
- 1862 - Frederic Cayley Robinson, pittore inglese († 1927)
- 1862 - Pietro Lanza di Trabia, nobile e politico italiano († 1929)
- 1863 - Alfredo Ascoli, giurista italiano († 1942)
- 1863 - Ludvík Aust, politico ceco († 1924)
- 1863 - Giuseppe Papaleoni, storico italiano († 1943)
- 1864 - Gemma Bellincioni, soprano italiano († 1950)
- 1865 - Ippolit Giljarovskij, militare russo († 1905)
- 1866 - K.V. Zetterstéen, orientalista svedese († 1953)
- 1867 - Percy Fawcett, militare, archeologo e esploratore britannico († 1925)
- 1868 - Reynold A. Nicholson, iranista, islamista e arabista britannico († 1945)
- 1869 - Ernst zu Reventlow, militare, giornalista e scrittore tedesco († 1943)
- 1870 - Alessandra di Grecia, principessa greca († 1891)
- 1870 - Lavr Georgievič Kornilov, generale russo († 1918)
- 1871 - Johannes Joseph Aarts, pittore, illustratore e incisore olandese († 1934)
- 1872 - René Auberjonois, pittore svizzero († 1957)
- 1872 - Hugo Bettauer, scrittore, giornalista e sceneggiatore austriaco († 1925)
- 1872 - Attilio Cabiati, economista italiano († 1950)
- 1873 - Otto Harbach, librettista e paroliere statunitense († 1963)
- 1873 - Leo Slezak, tenore ceco († 1946)
- 1874 - Gérard Bourgeois, regista e sceneggiatore svizzero († 1944)
- 1874 - Anna del Montenegro, principessa montenegrina († 1971)
- 1875 - Peder Andersen Fisker, imprenditore danese († 1975)
- 1875 - Alfredo Cairati, musicista, compositore e direttore d'orchestra italiano († 1960)
- 1876 - Shushanik Kurghinian, scrittrice, politico e giornalista armena († 1927)
- 1877 - Enrico Carano, botanico italiano († 1943)
- 1877 - Silvio Gambini, architetto italiano († 1948)
- 1877 - Vanni Pucci, scrittore, poeta e illustratore italiano († 1964)
- 1878 - Fritz Brun, compositore e direttore d'orchestra svizzero († 1959)
- 1879 - Manuel Arce y Ochotorena, cardinale e arcivescovo cattolico spagnolo († 1948)
- 1879 - Oreste Simonotti, imprenditore e dirigente sportivo italiano († 1949)
- 1880 - Tilla Durieux, attrice austriaca († 1971)
- 1880 - Pietro Torelli, giurista, storico e archivista italiano († 1948)
- 1881 - Gunnar Setterwall, tennista svedese († 1928)
- 1882 - Herman Groman, velocista statunitense († 1954)
- 1882 - Marcel Samuel-Rousseau, compositore, organista e direttore d'orchestra francese († 1955)
- 1882 - Berthold Ullman, latinista, saggista e critico letterario statunitense († 1965)
- 1883 - Mannig Berberian, scrittrice e cantante armena († 1960)
- 1883 - Sidney Hatch, maratoneta e mezzofondista statunitense († 1966)
- 1883 - Richard Ruoff, generale tedesco († 1967)
- 1884 - Basil Cameron, direttore d'orchestra britannico († 1975)
- 1884 - Anita Raffaella Cavalieri, scultrice e poetessa italiana († 1969)
- 1886 - Charles Bartliff, calciatore statunitense († 1962)
- 1886 - Raffaelangelo Palazzi, vescovo cattolico e missionario italiano († 1961)
- 1886 - Sholom Schwartzbard, poeta e anarchico russo († 1938)
- 1886 - Karl Tewes, calciatore tedesco († 1968)
- 1886 - Pietro Ubaldi, filosofo e teologo italiano († 1972)
- 1886 - Wilhelm Weihrauch, calciatore austriaco
- 1887 - Mario Acerbi, pittore italiano († 1982)
- 1887 - Édouard Bourguignon, tiratore di fune belga
- 1888 - George Fairbairn, canottiere britannico († 1915)
- 1888 - Gerhard Wagner, medico tedesco († 1939)
- 1889 - Boris Kapitanovič Aleksandrov, ingegnere sovietico († 1973)
- 1889 - Paul Huldschinsky, architetto e scenografo tedesco († 1947)
- 1889 - Adolfo Omodeo, storico e politico italiano († 1946)
- 1889 - Achille Starace, generale, politico e dirigente sportivo italiano († 1945)
- 1890 - Ferruccio Biancini, attore, regista e sceneggiatore italiano († 1955)
- 1890 - Walther Funk, politico tedesco († 1960)
- 1890 - Hans Kamecke, generale tedesco († 1943)
- 1890 - Maurice Podoloff, avvocato e dirigente sportivo statunitense († 1985)
- 1890 - Adolfo I di Schwarzenberg, nobile, imprenditore e filantropo boemo († 1950)
- 1892 - Renato Navarrini, attore italiano († 1972)
- 1892 - Irina Michajlovna Raevskaja, nobile russa († 1955)
- 1892 - Kally Sambucini, attrice italiana († 1969)
- 1893 - Burleigh Grimes, giocatore di baseball e allenatore di baseball statunitense († 1985)
- 1893 - Frank Linke-Crawford, aviatore austro-ungarico († 1918)
- 1893 - Roberto Lodati, politico italiano
- 1893 - Enzo Masetti, compositore italiano († 1961)
- 1893 - Erwin Menny, generale tedesco († 1949)
- 1894 - Gustav Gihr, generale tedesco († 1959)
- 1895 - Jean Janssens, ciclista su strada belga
- 1895 - Julijans Vaivods, cardinale e vescovo cattolico lettone († 1990)
- 1896 - Francesco Albergamo, filosofo, storico della filosofia e docente italiano († 1973)
- 1896 - Ignazio Castrogiovanni, militare e marinaio italiano († 1942)
- 1896 - Alan Mowbray, attore britannico († 1969)
- 1896 - Jack Pickford, attore cinematografico e regista canadese († 1933)
- 1897 - Carlo Savonuzzi, ingegnere italiano († 1973)
- 1898 - Robert Gould Shaw III, socialite statunitense († 1970)
- 1899 - Pietro Belluschi, architetto italiano († 1994)
- 1899 - Benedetto Majorana della Nicchiara, politico italiano († 1982)
- 1900 - Travis Banton, costumista statunitense († 1958)
- 1900 - Vijaya Lakshmi Pandit, politica e diplomatica indiana († 1990)

## XX secolo(891)
- 1901 - Arne Borg, nuotatore svedese († 1987)
- 1901 - Åke Borg, nuotatore svedese († 1973)
- 1901 - Mischa Epper, artista olandese († 1978)
- 1901 - Riccardo Gefter Wondrich, avvocato e politico italiano († 1985)
- 1901 - Jean Guitton, filosofo francese († 1999)
- 1902 - Antonio Blasevich, calciatore e allenatore di calcio jugoslavo († 1972)
- 1902 - Davide Fossa, politico italiano († 1976)
- 1902 - Luciana Frassati, scrittrice e centenaria italiana († 2007)
- 1903 - Abebe Aregai, militare e politico etiope († 1960)
- 1903 - Lucienne Boyer, cantante francese († 1983)
- 1903 - Adhemar Canavesi, calciatore uruguaiano († 1984)
- 1903 - Zynovij Kovalyk, presbitero ucraino († 1941)
- 1903 - Clemente Tafuri, pittore e illustratore italiano († 1971)
- 1904 - Georges Berry, allenatore di calcio e calciatore inglese († 1972)
- 1904 - Jean Dasté, attore e regista francese († 1994)
- 1904 - Mauno Tarkiainen, maratoneta finlandese († 1971)
- 1905 - Amelia Boynton Robinson, attivista statunitense († 2015)
- 1905 - Margaret Gorman, modella statunitense († 1995)
- 1905 - Alessandro Michelagnoli, ammiraglio italiano († 1969)
- 1906 - Dernell Every, schermidore statunitense († 1994)
- 1906 - Romano Gazzera, pittore italiano († 1985)
- 1906 - Daniele Mattalia, critico letterario e politico italiano († 1985)
- 1906 - Geremia Trinchese, militare italiano († 1936)
- 1906 - Ladislao Vajda, regista, sceneggiatore e montatore ungherese († 1965)
- 1907 - Enoch Light, compositore e produttore discografico statunitense († 1978)
- 1907 - Eduard Macheiner, arcivescovo cattolico austriaco († 1972)
- 1907 - Aldo Neri, allenatore di calcio italiano
- 1908 - Sedad Hakkı Eldem, architetto turco († 1980)
- 1908 - Sam English, calciatore nordirlandese († 1967)
- 1908 - Edgar Faure, scrittore, politico e giurista francese († 1988)
- 1908 - Heinrich Gerlach, scrittore tedesco († 1991)
- 1908 - Frol Romanovič Kozlov, politico sovietico († 1965)
- 1909 - Manfredi Appiani, militare e aviatore italiano († 1937)
- 1909 - Marcel Carné, regista e sceneggiatore francese († 1996)
- 1909 - Miliza Korjus, soprano e attrice estone († 1980)
- 1909 - Richard Macaulay, sceneggiatore statunitense († 1969)
- 1910 - Gerrit Keizer, calciatore olandese († 1980)
- 1910 - Giovanni Marin, calciatore italiano
- 1910 - Emile Meyer, attore statunitense († 1987)
- 1910 - Guglielmo Roehrssen, magistrato italiano († 1987)
- 1910 - Pál Turán, matematico ungherese († 1976)
- 1911 - Herbert Bloch, archeologo e storico tedesco († 2006)
- 1911 - Wolfgang Dessecker, mezzofondista tedesco († 1973)
- 1911 - Carroll Thomas Dozier, vescovo cattolico statunitense († 1985)
- 1911 - Paul Egli, ciclista su strada e ciclocrossista svizzero († 1997)
- 1911 - Phil Krause, cestista e allenatore di pallacanestro statunitense († 1977)
- 1911 - Klara Dan von Neumann, informatica ungherese († 1963)
- 1911 - Enrico Zuddas, carabiniere italiano († 1944)
- 1912 - Aldo Forzoni, vescovo cattolico italiano († 1991)
- 1912 - Carlos Gringa, calciatore uruguaiano († 1984)
- 1912 - Kurt Meisel, attore e regista austriaco († 1994)
- 1912 - Angelo Minoia, calciatore italiano († 1969)
- 1912 - Elsa Morante, scrittrice, saggista e poetessa italiana († 1985)
- 1912 - Otto Ernst Remer, generale e politico tedesco († 1997)
- 1912 - Şehzade Ertuğrul Osman, principe ottomano († 2009)
- 1913 - Henry Cornelius, regista, sceneggiatore e produttore cinematografico sudafricano († 1958)
- 1913 - Gaetano Kanizsa, psicologo e pittore italiano († 1993)
- 1913 - Erich Krempel, tiratore a segno tedesco († 1992)
- 1913 - Frank Linskey, cestista e allenatore di pallacanestro statunitense († 1999)
- 1913 - Nils Löfgren, chimico svedese († 1967)
- 1913 - Gabriel Manek, missionario e arcivescovo cattolico indonesiano († 1989)
- 1913 - Giuseppe Ormo Seró, religioso spagnolo († 1936)
- 1913 - Walter Werginz, calciatore austriaco († 1944)
- 1914 - Bernard Lippmann, fisico statunitense († 1988)
- 1914 - Paul Sokody, cestista statunitense († 1992)
- 1915 - Joseph Arthur Ankrah, generale e politico ghanese († 1992)
- 1915 - Lorenzo Bedeschi, presbitero, partigiano e storico italiano († 2006)
- 1915 - Giuditta Levato, italiana († 1946)
- 1915 - Aldo Locatelli, pittore italiano († 1962)
- 1915 - Giulio Malenza, militare italiano († 1936)
- 1915 - William Salomone, storico italiano († 1989)
- 1916 - Mario Andreis, calciatore italiano († 1998)
- 1916 - Giuseppe Casillo, paroliere, poeta e scrittore italiano († 1972)
- 1916 - Neagu Djuvara, storico, scrittore e filosofo rumeno († 2018)
- 1916 - Anita Falcidieno, cestista italiana († 2007)
- 1916 - Don Keefer, attore statunitense († 2014)
- 1916 - Moura Lympany, pianista britannica († 2005)
- 1916 - Jorge Scarso, vescovo cattolico italiano († 2015)
- 1917 - Gildo Montagner, calciatore italiano
- 1917 - Dedi Montano, soprano italiano († 2009)
- 1917 - Caspar Weinberger, politico statunitense († 2006)
- 1918 - Cisco Houston, cantautore statunitense († 1961)
- 1918 - Pietro Koch, militare e poliziotto italiano († 1945)
- 1918 - Vittorio Sentimenti, calciatore e allenatore di calcio italiano († 2004)
- 1918 - Armando Todeschini, calciatore italiano
- 1918 - Leif Wikström, velista svedese († 1991)
- 1918 - Aleksandr Nikolaevič Šelepin, politico e poliziotto sovietico († 1994)
- 1919 - Wally Hickel, politico statunitense († 2010)
- 1919 - Justy Specker, cestista francese († 2002)
- 1920 - Elio Guzzanti, medico e politico italiano († 2014)
- 1920 - Mateo Nicoláu, calciatore argentino († 2005)
- 1920 - Idea Vilariño, poetessa, saggista e critica letteraria uruguaiana († 2009)
- 1920 - Shelley Winters, attrice statunitense († 2006)
- 1921 - Galina Korotkevič, attrice sovietica († 2021)
- 1921 - Lidija Litvjak, aviatrice sovietica († 1943)
- 1921 - Rutilio Sermonti, militare, storico e zoologo italiano († 2015)
- 1921 - Frédéric Jacques Temple, scrittore e poeta francese († 2020)
- 1921 - Gordon Thomas, ciclista su strada britannico († 2013)
- 1922 - Carlo Bagnaresi, militare italiano († 1944)
- 1922 - Alain Robbe-Grillet, scrittore, saggista e regista francese († 2008)
- 1922 - Enzo Trapani, regista, sceneggiatore e scenografo italiano († 1989)
- 1923 - Rafael Alsúa, calciatore e allenatore di calcio spagnolo († 1994)
- 1923 - Giuseppe Bartolucci, saggista e critico teatrale italiano († 1996)
- 1923 - Rino Della Negra, partigiano francese († 1944)
- 1923 - Enrico Ghio, politico italiano († 2009)
- 1923 - André Roosenburg, calciatore olandese († 2002)
- 1924 - Armin di Lippe, nobile tedesco († 2015)
- 1924 - Maurits Sabbe, presbitero e teologo belga († 2004)
- 1924 - Günther Stoll, attore tedesco († 1977)
- 1925 - Brian Aldiss, scrittore britannico († 2017)
- 1925 - Amedeo Banci, hockeista su prato e calciatore italiano († 2013)
- 1925 - Mario Porta, ammiraglio italiano († 2018)
- 1925 - Milenko Skoknic, cestista cileno († 2020)
- 1925 - Luciano Tavilla, partigiano italiano († 1945)
- 1925 - Pegeen Vail Guggenheim, pittrice statunitense († 1967)
- 1925 - Frank Willett, storico dell'arte, archeologo e africanista britannico († 2006)
- 1925 - Ledio Zanetti, calciatore svizzero († 1985)
- 1926 - John Finnegan, attore statunitense († 2012)
- 1926 - Luigi Grassani, politico italiano († 2010)
- 1926 - Pierre Maroteaux, pediatra francese († 2019)
- 1926 - Franca Marzi, attrice italiana († 1989)
- 1926 - Tania Weber, attrice finlandese († 2009)
- 1927 - Rosalynn Carter, first lady statunitense († 2023)
- 1927 - Menahem Degani, cestista israeliano († 2018)
- 1927 - Antonella Della Porta, attrice italiana († 2002)
- 1927 - Gaetano Di Maio, commediografo e poeta italiano († 1991)
- 1927 - Luciano Gariboldi, calciatore e allenatore di calcio italiano († 1988)
- 1927 - Marvin Harris, antropologo statunitense († 2001)
- 1927 - John Rhodes, pilota automobilistico britannico
- 1927 - Raghbir Singh Bhola, hockeista su prato indiano († 2019)
- 1928 - Antonio Ambrosanio, arcivescovo cattolico italiano († 1995)
- 1928 - Luciano De Crescenzo, filosofo, scrittore e regista italiano († 2019)
- 1928 - Dariush Forouhar, politico iraniano († 1998)
- 1928 - Alan R. Katritzky, chimico britannico († 2014)
- 1928 - Narciso López Rodríguez, calciatore messicano († 1988)
- 1928 - Elena Marinucci, politica italiana († 2023)
- 1928 - Theodore Millon, psicologo statunitense († 2014)
- 1928 - Luigi Parodi, calciatore italiano († 1994)
- 1929 - Hugues Aufray, cantautore francese
- 1929 - Ian Ayre, tennista australiano († 1991)
- 1929 - Sebastiano Bosio, chirurgo italiano († 1981)
- 1929 - Jimmy Davies, pilota automobilistico statunitense († 1966)
- 1929 - Charles Manring, canottiere statunitense († 1991)
- 1929 - Loretto Petrucci, ciclista su strada italiano († 2016)
- 1929 - Joan Taylor, attrice statunitense († 2012)
- 1930 - Gene Bartow, allenatore di pallacanestro statunitense († 2012)
- 1930 - Germana Caroli, cantante italiana († 2024)
- 1930 - Girolamo Grillo, vescovo cattolico e sociologo italiano († 2016)
- 1930 - Gianfranco Lazzaro, scrittore, poeta e giornalista italiano († 2018)
- 1931 - Mario Alessi, diplomatico e giornalista italiano († 2020)
- 1931 - François Brune, scrittore e religioso francese († 2019)
- 1931 - Seymour Chwast, designer statunitense
- 1931 - Luciano Cirri, critico teatrale e giornalista italiano († 1983)
- 1931 - Fiorella Diamantini, pittrice italiana († 2019)
- 1931 - Virginio Epis, alpinista e militare italiano († 2025)
- 1931 - Kjell-Olof Feldt, politico svedese († 2025)
- 1931 - Oleg Gončarenko, pattinatore di velocità su ghiaccio sovietico († 1986)
- 1931 - William O'Malley, gesuita statunitense († 2023)
- 1931 - Paolo Ordanini, pianista, vibrafonista e sassofonista italiano († 2023)
- 1931 - Jeremy Summers, regista britannico († 2016)
- 1931 - Hans Tietmeyer, economista e banchiere tedesco († 2016)
- 1931 - Victor Wartel, ciclista su strada belga († 2018)
- 1931 - Grant Williams, attore statunitense († 1985)
- 1931 - Faruq al-Qaddumi, guerrigliero e politico palestinese († 2024)
- 1931 - Hans van Mierlo, politico e giornalista olandese († 2010)
- 1932 - István Kausz, schermidore ungherese († 2020)
- 1932 - Muhammad Khan Junejo, politico pakistano († 1993)
- 1932 - Zito, calciatore brasiliano († 2015)
- 1932 - Luc Montagnier, biologo e virologo francese († 2022)
- 1933 - Roger Baens, ciclista su strada belga († 2020)
- 1933 - Michael Baxandall, storico dell'arte britannico († 2008)
- 1933 - Just Fontaine, calciatore e allenatore di calcio francese († 2023)
- 1933 - Maria Luisa Garoppo, attrice, sceneggiatrice e personaggio televisivo italiana († 1990)
- 1933 - Roman Polański, regista, sceneggiatore e attore polacco
- 1933 - Frank Salemme, mafioso e collaboratore di giustizia statunitense († 2022)
- 1933 - Manfred Steinbach, ex lunghista e velocista tedesco
- 1934 - Vincent Bugliosi, avvocato e scrittore statunitense († 2015)
- 1934 - Ronnie Carroll, cantante britannico († 2015)
- 1934 - Roberto Clemente, giocatore di baseball portoricano († 1972)
- 1934 - Rafer Johnson, multiplista e attore statunitense († 2020)
- 1934 - Paloma Gómez Borrero, giornalista e scrittrice spagnola († 2017)
- 1934 - Michael May, ex pilota automobilistico svizzero
- 1934 - Gulzar, paroliere, poeta e regista indiano
- 1935 - Renato Barilli, critico d'arte, storico dell'arte e saggista italiano
- 1935 - Giuseppe Bergamini, ex calciatore italiano
- 1935 - Giovanni Caravale, economista italiano († 1997)
- 1935 - Gail Fisher, attrice statunitense († 2000)
- 1935 - Forbes Kennedy, ex hockeista su ghiaccio canadese
- 1935 - Sam Kooistra, pallanuotista statunitense († 2010)
- 1935 - Hifikepunye Pohamba, politico namibiano
- 1935 - Giovanni Rovatti, calciatore italiano († 2002)
- 1936 - Mario Cayota, politico, diplomatico e storico della filosofia uruguaiano († 2023)
- 1936 - Daisy Lumini, musicista, compositrice e cantante italiana († 1993)
- 1936 - Robert Redford, attore, regista e produttore cinematografico statunitense
- 1936 - Gary Sheffield, bobbista statunitense († 2004)
- 1936 - Valéria Tyrolová, cestista cecoslovacca († 1987)
- 1937 - Jean Alingué Bawoyeu, politico ciadiano
- 1937 - Emiliano Giordano, calciatore e allenatore di calcio italiano († 2022)
- 1937 - Edward Stachura, poeta, scrittore e cantautore polacco († 1979)
- 1938 - Enrico Bastiani, ex calciatore italiano
- 1938 - Remo Bicchierai, calciatore italiano († 2018)
- 1938 - Guglielmo Cavallo, filologo classico e paleografo italiano
- 1938 - Guido Davico Bonino, critico letterario, critico teatrale e saggista italiano
- 1938 - Dieter Engelhardt, calciatore tedesco orientale († 2018)
- 1938 - Luigi Giampaolino, magistrato italiano († 2020)
- 1938 - Vladimir Nikolaevič Grigor'ev, regista sovietico († 2017)
- 1938 - Howard Riley, ex calciatore inglese
- 1938 - Adelio Verga, calciatore italiano († 2020)
- 1939 - Generoso Andria, politico italiano
- 1939 - Giorgio Ferrini, calciatore e allenatore di calcio italiano († 1976)
- 1939 - Murray J. Harris, biblista neozelandese
- 1939 - Nélson Luise, ex calciatore brasiliano
- 1939 - Johnny Preston, cantante statunitense († 2011)
- 1939 - Vladimer Ugrekhelidze, cestista sovietico († 2009)
- 1940 - Rudy D'Amico, allenatore di pallacanestro statunitense
- 1940 - Emanuela Fallini, attrice e doppiatrice italiana
- 1940 - Kiço Fotiadhi, giornalista albanese († 2014)
- 1940 - Stanley Johnson, scrittore e politico britannico
- 1940 - Ilona Kaló, ex cestista ungherese
- 1940 - Dmitrij Kitaenko, direttore d'orchestra russo
- 1940 - Vittorio Mangano, mafioso italiano († 2000)
- 1940 - Ewald Walch, slittinista austriaco († 2023)
- 1940 - Jan Weeteling, ex nuotatore olandese
- 1941 - Domenico Amalfitano, politico italiano
- 1941 - Tom Cecic, ex calciatore jugoslavo
- 1941 - Mohamed Ghannouchi, politico tunisino
- 1941 - Ari Hercílio, calciatore brasiliano († 1972)
- 1941 - Christopher Jones, attore statunitense († 2014)
- 1941 - Gerald Frederick Kicanas, vescovo cattolico statunitense
- 1941 - Matt Snell, giocatore di football americano statunitense
- 1941 - Beniamino Stella, cardinale e arcivescovo cattolico italiano
- 1941 - Laurel Rose Willson, scrittrice statunitense († 2002)
- 1941 - Bob Woytowich, hockeista su ghiaccio canadese († 1988)
- 1941 - Franco Zagaroli, politico italiano
- 1941 - Agustín Zaragoza, ex pugile messicano
- 1942 - Rosalba Benzoni, politica italiana
- 1942 - Michał Butkiewicz, ex schermidore polacco
- 1942 - Erna Schürer, attrice e ex modella italiana
- 1942 - Michel Kafando, politico burkinabé
- 1942 - Jürgen Kissner, pistard tedesco († 2019)
- 1942 - Catharina Lodders, modella olandese
- 1942 - Franco Pavoni, allenatore di calcio e ex calciatore italiano
- 1942 - Henry G. Sanders, attore statunitense
- 1942 - Sabine Sinjen, attrice tedesca († 1995)
- 1942 - Adriano Tagliavia, montatore e regista italiano
- 1943 - Edwin Hawkins, pianista, compositore e direttore di coro statunitense († 2018)
- 1943 - Karin Krebs, ex mezzofondista tedesca
- 1943 - Martin Mull, attore e musicista statunitense († 2024)
- 1943 - Norma Pons, attrice argentina († 2014)
- 1943 - Gianni Rivera, ex calciatore e ex politico italiano
- 1943 - Roberto Rosato, calciatore italiano († 2010)
- 1943 - Renato Kizito Sesana, presbitero, missionario e giornalista italiano
- 1943 - Karin Stanek, cantante polacca († 2011)
- 1943 - Isabel Vass, ex cestista argentina
- 1943 - Manuela, cantante tedesca († 2001)
- 1943 - Gerd R. Ueberschär, storico tedesco
- 1944 - Bruno Bacchetta, ex calciatore italiano
- 1944 - Paula Danziger, scrittrice statunitense († 2004)
- 1944 - Renata Ferri, musicista italiana
- 1944 - Françoise Lebrun, attrice francese
- 1944 - Volker Lechtenbrink, attore, doppiatore e cantante tedesco († 2021)
- 1944 - Karim Pakraduni, politico libanese
- 1944 - Helena Rojo, attrice messicana († 2024)
- 1945 - Sarah Dash, cantante statunitense († 2021)
- 1945 - David Dewhurst, politico statunitense
- 1945 - Susan Golding, politica statunitense
- 1945 - Yves Herbet, calciatore e allenatore di calcio francese († 2024)
- 1945 - Gennaro Matacena, architetto e imprenditore italiano
- 1945 - Marcello Osler, ciclista su strada italiano († 2023)
- 1946 - Aruna Irani, attrice indiana
- 1946 - Joseph Edward Kurtz, arcivescovo cattolico statunitense
- 1946 - Antonio Menéndez, ex ciclista su strada spagnolo
- 1946 - Roberto Pazzi, scrittore, poeta e giornalista italiano († 2023)
- 1947 - Giuliano Allegri, editore italiano
- 1947 - Joop van Daele, calciatore olandese († 2025)
- 1947 - Juan José Ruiz Igartua, ex calciatore spagnolo
- 1947 - V″jačeslav Semenov, calciatore sovietico († 2022)
- 1947 - Giulio Tremonti, politico e giurista italiano
- 1947 - Eleonore Weisgerber, attrice tedesca
- 1948 - Lucio Bizzini, ex calciatore svizzero
- 1948 - Gérard Philippe Broutin, pittore francese
- 1948 - Jurij Čyž, ex schermidore sovietico
- 1948 - Vincenzo De Luca, politico italiano
- 1948 - Anders Fægri, allenatore di calcio e ex calciatore norvegese
- 1948 - Maureen Garrett, attrice statunitense
- 1948 - Grainger Hines, attore statunitense
- 1948 - Joseph Marcell, attore britannico
- 1948 - Massoud Rajavi, politico, rivoluzionario e attivista iraniano
- 1948 - Michele Stefani, allenatore di sci alpino, sciatore alpino e dirigente sportivo italiano († 2024)
- 1948 - Régis Wargnier, regista e sceneggiatore francese
- 1949 - Rudy Hartono, ex giocatore di badminton indonesiano
- 1949 - Charlie Hudson, ex giocatore di baseball statunitense
- 1949 - Takeshi Shudō, sceneggiatore giapponese († 2010)
- 1949 - Windsor del Llano, ex calciatore boliviano
- 1950 - Dennis Elliott, batterista britannico
- 1950 - Lorenzo Pinna, giornalista e divulgatore scientifico italiano
- 1951 - Massimo Bordin, giornalista e conduttore radiofonico italiano († 2019)
- 1951 - Annie Goetzinger, fumettista e stilista francese († 2017)
- 1951 - Christa Köhler, ex tuffatrice tedesca orientale
- 1951 - Gabriele Martino, dirigente sportivo italiano
- 1951 - Teri McMinn, attrice statunitense
- 1951 - Moni Moshonov, attore israeliano
- 1952 - Jan Białas, calciatore polacco († 1975)
- 1952 - Hans-Dieter Brüchert, ex lottatore tedesco
- 1952 - Raffaele De Mucci, sociologo e politologo italiano
- 1952 - Domenico Labrocca, calciatore e allenatore di calcio italiano († 2022)
- 1952 - Lowell Lewis, politico montserratiano
- 1952 - Livio Melina, presbitero e teologo italiano
- 1952 - Patrizia Onorato, calciatrice italiana († 2023)
- 1952 - Patrick Swayze, attore, cantante e ballerino statunitense († 2009)
- 1952 - Ricardo Villa, ex calciatore e allenatore di calcio argentino
- 1953 - Sabatino Aracu, politico e dirigente sportivo italiano
- 1953 - Beatriz Paredes Rangel, politica messicana
- 1953 - David Benoit, pianista e compositore statunitense
- 1953 - Francesco Bogliari, editore e giornalista italiano
- 1953 - Sefedin Braho, calciatore albanese († 2024)
- 1953 - Sergio Castellitto, attore, regista e sceneggiatore italiano
- 1953 - Patrick Cowdell, ex pugile britannico
- 1953 - Louie Gohmert, politico statunitense
- 1953 - Ma Jian, scrittore cinese
- 1953 - Dobrosława Miodowicz-Wolf, alpinista polacca († 1986)
- 1954 - Cho Young-jeung, allenatore di calcio e ex calciatore sudcoreano
- 1954 - Ugolino Cossu, fumettista italiano
- 1954 - Carlo Cottarelli, economista, editorialista e politico italiano
- 1954 - Letizia De Torre, politica italiana
- 1954 - Rick Engles, ex giocatore di football americano statunitense
- 1954 - Rickey Green, ex cestista statunitense
- 1954 - Umberto Guidoni, astronauta, astrofisico e scrittore italiano
- 1954 - Winnie Holzman, sceneggiatrice, librettista e attrice statunitense
- 1954 - Giorgio Pagano, politico italiano
- 1954 - Jan Peters, ex calciatore olandese
- 1954 - Tat'jana Skačko, ex lunghista sovietica
- 1955 - Karl Del'Haye, ex calciatore tedesco occidentale
- 1955 - Bob Elliott, ex cestista statunitense
- 1955 - Edgard Leblanc Fils, politico haitiano
- 1955 - André Flahaut, politico belga
- 1955 - Mauro Mazza, giornalista e scrittore italiano
- 1955 - Gerard Nijboer, ex maratoneta olandese
- 1955 - Joomart Otorbaev, politico kirghiso
- 1955 - Roland Rahm, ex cestista svedese
- 1955 - Omar Sahnoun, calciatore francese († 1980)
- 1955 - Stefano Tamburini, grafico, fumettista e musicista italiano († 1986)
- 1955 - Patrick Zachmann, fotografo, fotoreporter e regista francese
- 1956 - Alberto de Carvalho, allenatore di pallacanestro angolano
- 1956 - John Debney, compositore e direttore d'orchestra statunitense
- 1956 - Lalli, cantautrice italiana
- 1956 - Godfrey Igwebuike Onah, vescovo cattolico nigeriano
- 1956 - Goran Popović, ex calciatore jugoslavo
- 1956 - Ángel Javier Pérez Pueyo, vescovo cattolico spagnolo
- 1956 - Åge Risanger, ex calciatore norvegese
- 1956 - Alexandre Rockwell, regista, produttore cinematografico e sceneggiatore statunitense
- 1956 - Jon Schwartz, batterista statunitense
- 1956 - Rainer Maria Woelki, cardinale e arcivescovo cattolico tedesco
- 1957 - Carole Bouquet, attrice e ex modella francese
- 1957 - Cor van Hout, criminale olandese († 2003)
- 1957 - Denis Leary, attore e comico statunitense
- 1957 - Javier Moracho, ex ostacolista spagnolo
- 1957 - Dževad Prekazi, ex calciatore kosovaro
- 1957 - Tan Dun, compositore cinese
- 1958 - Didier Auriol, pilota di rally francese
- 1958 - Roberto Baldazzini, illustratore e fumettista italiano
- 1958 - Federico Calcagno, giornalista e telecronista sportivo italiano
- 1958 - Reg E. Cathey, attore statunitense († 2018)
- 1958 - Gianni Giacomini, ex ciclista su strada italiano
- 1958 - Daniele Goletti, allenatore di calcio e ex calciatore italiano
- 1958 - Marco Modugno, regista e sceneggiatore italiano
- 1958 - Enrico Nieri, ex calciatore italiano
- 1958 - Madeleine Stowe, attrice statunitense
- 1958 - Sergej Evgen'evič Treščëv, cosmonauta russo
- 1958 - Steven Zirnkilton, doppiatore statunitense
- 1959 - Pedro Eustache, compositore, musicista e polistrumentista venezuelano
- 1959 - Laurence Jalbert, cantautrice canadese
- 1959 - Michael McCleery, attore statunitense
- 1959 - Tom Prichard, ex wrestler statunitense
- 1959 - Nirmala Sitharaman, economista e politica indiana
- 1959 - James Tour, chimico statunitense
- 1959 - Uschi Ulrich, ex tennista austriaca
- 1960 - Ľubica Laššáková, politica slovacca
- 1960 - Fat Lever, ex cestista e dirigente sportivo statunitense
- 1961 - Pierluigi Benedettini, ex calciatore sammarinese
- 1961 - Ester Brohus, cantante danese
- 1961 - Mark Buckland, ex calciatore inglese
- 1961 - Timothy Geithner, politico, economista e banchiere statunitense
- 1961 - Johann Passler, ex biatleta italiano
- 1961 - Mario Patanè, attore italiano
- 1961 - Glenn Plummer, attore statunitense
- 1961 - Birol Ünel, attore turco († 2020)
- 1961 - Owen Da Gama, allenatore di calcio sudafricano
- 1961 - Marianne van der Torre, ex tennista olandese
- 1962 - Dan Brouillette, politico e imprenditore statunitense
- 1962 - Felipe Calderón, politico messicano
- 1962 - Carlos Carrera, regista messicano
- 1962 - Sandra Farmer-Patrick, ex ostacolista giamaicana
- 1962 - Juan Carlos Justes, ex calciatore spagnolo
- 1962 - Noam Kaniel, cantante e compositore israeliano
- 1962 - Camillo Langone, opinionista e scrittore italiano
- 1962 - Brian Martin, ex cestista statunitense
- 1962 - Hólger Quiñónez, ex calciatore ecuadoriano
- 1962 - César Salinas, dirigente sportivo boliviano († 2020)
- 1962 - Brian Schmetzer, allenatore di calcio e ex calciatore statunitense
- 1962 - Adam Storke, attore statunitense
- 1963 - Rebecca Bardoux, ex attrice pornografica statunitense
- 1963 - Giuseppe De Luca, fumettista italiano
- 1963 - Heino Ferch, attore tedesco
- 1963 - Donald Joseph Hying, vescovo cattolico statunitense
- 1963 - Roland Iljadhi, ex calciatore albanese
- 1963 - Damir Kalapač, ex calciatore croato
- 1963 - Mara Lakić, ex cestista jugoslava
- 1963 - Jim Les, ex cestista e allenatore di pallacanestro statunitense
- 1963 - Luiz Mattar, ex tennista brasiliano
- 1963 - Franklin McIntosh, ex giocatore di calcio a 5 inglese
- 1963 - Patricia Montfort, ex cestista messicana
- 1964 - Craig Bierko, attore statunitense
- 1964 - Maria Cuffaro, giornalista e conduttrice televisiva italiana
- 1964 - Andi Deris, cantante tedesco
- 1964 - Věra Jourová, politica ceca
- 1964 - Mikko Kolehmainen, ex canoista finlandese
- 1964 - Kenny Walker, ex cestista statunitense
- 1964 - Marina Wheeler, avvocato e editorialista britannica
- 1964 - Abdel-Amir Yarallah, generale iracheno
- 1965 - Andrea Blasi, cestista italiano († 2002)
- 1965 - Paolo Casoli, pilota motociclistico italiano
- 1965 - Fiorella Ceccacci Rubino, attrice e ex politica italiana
- 1965 - Walter Dondoni, allenatore di calcio e ex calciatore italiano
- 1965 - Ernesto Lama, attore italiano
- 1965 - Ikue Ōtani, attrice e doppiatrice giapponese
- 1965 - Osian Roberts, dirigente sportivo, allenatore di calcio e ex calciatore gallese
- 1965 - Nils Rudolph, ex nuotatore tedesco
- 1965 - Bernhard Trares, allenatore di calcio e ex calciatore tedesco
- 1965 - Abd Allah bin Musa'id Al Sa'ud, principe, politico e imprenditore saudita
- 1966 - Dino Abbrescia, attore italiano
- 1966 - Carlo Cassa, sciatore nautico italiano
- 1966 - Sarita Choudhury, attrice britannica
- 1966 - Piergiorgio Donatelli, filosofo italiano
- 1966 - Vladimir Gogoladze, ex ginnasta sovietico
- 1966 - Garin Jenkins, ex rugbista a 15 gallese
- 1966 - Kang Soo-yeon, attrice sudcoreana († 2022)
- 1966 - Cees Lok, allenatore di calcio, dirigente sportivo e ex calciatore olandese
- 1966 - Laetitia Masson, regista e sceneggiatrice francese
- 1966 - María Onetto, attrice argentina († 2023)
- 1966 - Lars Rudolph, attore tedesco
- 1966 - Stefania Tallini, pianista, compositrice e arrangiatrice italiana
- 1966 - Henry Turner, ex cestista statunitense
- 1966 - Evgenij Ziničev, politico e generale russo († 2021)
- 1967 - Uwe Alzen, pilota automobilistico tedesco
- 1967 - Eddy Barrows, fumettista brasiliano
- 1967 - Brian Michael Bendis, fumettista statunitense
- 1967 - Carlo Colombo, architetto e designer italiano
- 1967 - Blas Elias, batterista statunitense
- 1967 - Robert Hürlimann, giocatore di curling svizzero
- 1967 - Beate Koch, ex giavellottista tedesca
- 1967 - Daler Mehndi, cantante indiano
- 1967 - Victor Ndip, ex calciatore camerunese
- 1967 - Dario Scannapieco, economista e dirigente d'azienda italiano
- 1967 - Gianluca Schiavon, batterista italiano
- 1967 - Mark Spörrle, giornalista tedesco
- 1967 - Rosaria Tassinari, politica italiana
- 1967 - Abdul Rahman bin Musa'id Al Sa'ud, principe e dirigente sportivo saudita
- 1967 - Vjačeslavs Ževņerovičs, ex calciatore lettone
- 1968 - John Coyle, ex pattinatore di short track statunitense
- 1968 - Saul Dibb, regista e sceneggiatore britannico
- 1968 - Christophe Dubois, scrittore francese
- 1968 - Olivier Faure, politico francese
- 1968 - Francisco José Prieto Fernández, arcivescovo cattolico spagnolo
- 1968 - Mark Robinson, politico statunitense
- 1968 - Daniele Silvestri, cantautore italiano
- 1968 - Ali Thani, ex calciatore emiratino
- 1968 - Brian Tichy, batterista statunitense
- 1969 - Isaac Austin, ex cestista, allenatore di pallacanestro e dirigente sportivo statunitense
- 1969 - Serge Baguet, ciclista su strada belga († 2017)
- 1969 - Marco Campogiani, regista, sceneggiatore e scrittore italiano
- 1969 - Everlast, rapper e cantautore statunitense
- 1969 - Paulo Sérgio Gralak, ex calciatore brasiliano
- 1969 - Jay Guidinger, ex cestista statunitense
- 1969 - Tetsuya Honda, scrittore giapponese
- 1969 - Bobby Martin, ex cestista statunitense
- 1969 - Masta Killa, rapper statunitense
- 1969 - Mara Nimis, ex cestista e allenatrice di pallacanestro italiana
- 1969 - Edward Norton, attore, produttore cinematografico e regista statunitense
- 1969 - Dale Santon, ex rugbista a 15 sudafricano
- 1969 - Christian Slater, attore statunitense
- 1969 - Timothy D. Snyder, storico e saggista statunitense
- 1969 - Serhij Zajec', ex calciatore sovietico
- 1970 - Yasser el-Hajj, ex cestista libanese
- 1970 - Bob Kennedy, ex mezzofondista statunitense
- 1970 - Oleh Matvjejev, ex calciatore ucraino
- 1970 - Jon McCarthy, allenatore di calcio e ex calciatore nordirlandese
- 1970 - Jay Obernolte, politico statunitense
- 1970 - Cédric Vasseur, dirigente sportivo e ex ciclista su strada francese
- 1970 - Sergio Verdirame, ex calciatore argentino
- 1970 - Malcolm-Jamal Warner, attore statunitense († 2025)
- 1970 - Kuo Chu Wu, coreografo e regista teatrale taiwanese († 2006)
- 1970 - Samar Yazbek, scrittrice e giornalista siriana
- 1970 - Arif Əsədov, allenatore di calcio e ex calciatore azero
- 1971 - Patrik Andersson, ex calciatore svedese
- 1971 - Greg Butler, effettista statunitense
- 1971 - Antonio Giannoccaro, ex arbitro di calcio italiano
- 1971 - Aphex Twin, musicista e disc jockey britannico
- 1971 - Ben Keating, pilota automobilistico statunitense
- 1971 - Tom Middleton, musicista, disc jockey e compositore inglese
- 1971 - Fausto Orsomarso, politico italiano
- 1971 - Marino Pušić, allenatore di calcio e ex calciatore bosniaco
- 1971 - Cristian Salvato, ex ciclista su strada italiano
- 1971 - Jacob Vargas, attore messicano
- 1972 - Ibrahim Al-Helwah, ex calciatore saudita
- 1972 - Teresa Arias, ex cestista dominicana
- 1972 - Hélder Baptista, allenatore di calcio e ex calciatore portoghese
- 1972 - Adda Djørup, scrittrice danese
- 1972 - Masahiro Nakai, cantante, attore e conduttore televisivo giapponese
- 1972 - Lucio Nicoletto, vescovo cattolico e missionario italiano
- 1972 - Darragh O'Mahony, ex rugbista a 15 irlandese
- 1972 - Gudrun Pflüger, fondista di corsa in montagna, biologa e attivista austriaca († 2023)
- 1972 - Leonardo Sapere, violoncellista argentino
- 1972 - Sven Teutenberg, ex ciclista su strada tedesco
- 1972 - Julio de la Rosa, compositore e cantante spagnolo
- 1973 - Victoria Coren, giornalista, conduttrice televisiva e scrittrice britannica
- 1973 - Geppi Cucciari, conduttrice televisiva, conduttrice radiofonica e attrice cinematografica italiana
- 1973 - Gabriel Naddaf, presbitero palestinese
- 1973 - Martin Prohászka, ex calciatore slovacco
- 1973 - Tomaž Žemva, ex biatleta sloveno
- 1974 - Luiz Claudio Costa Teixeira, ex giocatore di calcio a 5 brasiliano
- 1974 - Shannon Johnson, ex cestista e allenatrice di pallacanestro statunitense
- 1974 - Jong Song-ok, ex maratoneta nordcoreana
- 1974 - Nicole Krauss, scrittrice statunitense
- 1974 - Kwon Eun-jeong, ex cestista sudcoreana
- 1974 - Manoa Masi, ex calciatore figiano
- 1974 - Lorenzo Tonetto, atleta paralimpico italiano
- 1974 - Woo Sung-yong, ex calciatore sudcoreano
- 1975 - Slobodan Boškan, dirigente sportivo, allenatore di pallavolo e ex pallavolista serbo
- 1975 - Piergiorgio Bucci, cavaliere italiano
- 1975 - Róbert Fazekas, ex discobolo ungherese
- 1975 - Juan Francesio, ex rugbista a 15, allenatore di rugby a 15 e dirigente sportivo argentino
- 1975 - Aleksandr Lipko, dirigente sportivo, allenatore di calcio e ex calciatore russo
- 1975 - Aitor López Rekarte, ex calciatore spagnolo
- 1975 - Kaitlin Olson, attrice statunitense
- 1975 - Dženan Uščuplić, calciatore e allenatore di calcio bosniaco († 2024)
- 1975 - Jani Viander, allenatore di calcio e ex calciatore finlandese
- 1975 - Felicia Zimmermann, schermitrice statunitense
- 1975 - Petr Čajánek, ex hockeista su ghiaccio ceco
- 1976 - Paraskeuas Antzas, ex calciatore greco
- 1976 - Octavia Blue, ex cestista e allenatrice di pallacanestro statunitense
- 1976 - Jon Busch, ex calciatore statunitense
- 1976 - Daphnée Duplaix Samuel, attrice e modella statunitense
- 1976 - Michael Greis, ex biatleta tedesco
- 1976 - Marek Jiras, ex canoista ceco
- 1976 - Boris Kupeckov, ex giocatore di calcio a 5 russo
- 1976 - Tom Malchow, ex nuotatore statunitense
- 1976 - Michaela Moua, ex cestista finlandese
- 1976 - Mario Muscat, ex calciatore maltese
- 1976 - Giovanna Negro, politica italiana
- 1976 - Juan Antonio Ramos, taekwondoka spagnolo
- 1976 - Amaya Valdemoro, ex cestista spagnola
- 1976 - Will Voigt, allenatore di pallacanestro statunitense
- 1976 - Bryan Volpenhein, ex canottiere statunitense
- 1976 - Lorna Woodroffe, ex tennista britannica
- 1976 - Vadim Zvjagincev, scacchista russo
- 1977 - Leandro Augusto, ex calciatore brasiliano
- 1977 - Lukáš Bauer, ex fondista ceco
- 1977 - Andrij Deryzemlja, biatleta ucraino
- 1977 - Massimo Fiorio, musicista e scrittore italiano
- 1977 - Ricardo Greer, ex cestista statunitense
- 1977 - Alastair Heathcote, canottiere britannico
- 1977 - Stuart Moffat, ex rugbista a 15 britannico
- 1977 - Lars Andreas Østvik, ex combinatista nordico norvegese
- 1977 - Mizuo Peck, attrice statunitense
- 1977 - Dar Salim, attore danese
- 1978 - Sjarhej Leanidavič Cichanoŭski, attivista, blogger e politico bielorusso
- 1978 - Buddy Farah, ex calciatore australiano
- 1978 - Jonathan Guilmette, ex pattinatore di short track canadese
- 1978 - Sachiko Ishikawa, ex cestista e allenatrice di pallacanestro giapponese
- 1978 - Sean Dominic, attore statunitense
- 1978 - Sofiane Melliti, ex calciatore tunisino
- 1978 - Andy Samberg, comico e attore statunitense
- 1978 - Tony Sampson, doppiatore canadese
- 1979 - Christine Amertil, velocista bahamense
- 1979 - Colleen Lanne, ex nuotatrice statunitense
- 1979 - Víctor Merino, ex calciatore salvadoregno
- 1979 - Aleksandr Michajlin, judoka russo
- 1979 - Thabang Radebe, ex calciatore sudafricano
- 1979 - Martin Šarić, ex calciatore argentino
- 1980 - Yannick Bertrand, ex sciatore alpino francese
- 1980 - Esteban Cambiasso, ex calciatore argentino
- 1980 - Marta Capurso, ex pattinatrice di short track italiana
- 1980 - Sergej Charitonov, artista marziale misto, pugile e kickboxer russo
- 1980 - Choi Min-ho, judoka sudcoreano
- 1980 - Katie Harman, modella statunitense
- 1980 - Zoltán Kiss, ex calciatore ungherese
- 1980 - João Artur Rosa Alves, ex calciatore portoghese
- 1980 - Stella Rotondaro, attrice italiana
- 1980 - Bjorn Ruytinx, ex calciatore belga
- 1980 - Jeremy Shockey, ex giocatore di football americano statunitense
- 1980 - Emir Spahić, ex calciatore bosniaco
- 1980 - Damion Stewart, ex calciatore giamaicano
- 1980 - Ferry van Vliet, calciatore olandese († 2001)
- 1980 - Ossi Väänänen, ex hockeista su ghiaccio finlandese
- 1981 - Roberto Bishara, ex calciatore cileno
- 1981 - César Delgado, ex calciatore argentino
- 1981 - Bobsam Elejiko, calciatore nigeriano († 2011)
- 1981 - Juan Javier Estrada, ex ciclista su strada spagnolo
- 1981 - Leandro Euzébio, ex calciatore brasiliano
- 1981 - Flavio Faggioni, ex hockeista su ghiaccio italiano
- 1981 - Luca Felicetti, allenatore di hockey su ghiaccio e ex hockeista su ghiaccio italiano
- 1981 - Jan Frodeno, triatleta tedesco
- 1981 - Kazuki Hiramoto, ex calciatore giapponese
- 1981 - Antonio Marotta, musicista, cantante e compositore italiano
- 1981 - Brandon Mouton, ex cestista statunitense
- 1981 - Hannu-Pekka Parviainen, stuntman e personaggio televisivo finlandese
- 1981 - Nicolas Prost, pilota automobilistico francese
- 1981 - Phillip Ramelli, ex cestista statunitense
- 1981 - Dīmītrios Salpiggidīs, ex calciatore greco
- 1981 - Elena Santarelli, conduttrice televisiva, attrice e showgirl italiana
- 1981 - Gleison Pinto dos Santos, ex calciatore brasiliano
- 1981 - David Young, ex cestista statunitense
- 1981 - Manuela d'Ávila, giornalista, politica e scrittrice brasiliana
- 1982 - Jennifer Dark, attrice pornografica ceca
- 1982 - Florian Kringe, ex calciatore tedesco
- 1982 - Michal Pančík, calciatore slovacco
- 1982 - Matteo Perego di Cremnago, politico italiano
- 1982 - Rafael Ramos Lozano, calciatore spagnolo
- 1982 - Rolando Sarabia, ex ballerino cubano
- 1982 - Julian Sensley, ex cestista statunitense
- 1982 - Matt Thompson, calciatore australiano
- 1983 - Daniel Adams-Ray, rapper e cantante keniota
- 1983 - Georgina Bardach, nuotatrice argentina
- 1983 - Kris Boyd, ex calciatore scozzese
- 1983 - Choi Hyo-jin, calciatore sudcoreano
- 1983 - Fatou Dieng, cestista senegalese
- 1983 - Russell Ford, hockeista su prato australiano
- 1983 - Sarah Hammer, ex pistard statunitense
- 1983 - Mika, cantautore e showman libanese
- 1983 - Magomed Ibragimov, ex lottatore uzbeko
- 1983 - John Kennedy, allenatore di calcio e ex calciatore scozzese
- 1983 - Michael Nardelli, attore statunitense
- 1983 - Pedro Miguel dos Santos Oliveira, ex calciatore portoghese
- 1983 - Dan Orlovsky, ex giocatore di football americano statunitense
- 1983 - Cesár Sampson, cantante, compositore e modello austriaco
- 1983 - Andrew Shim, attore britannico
- 1983 - Francesco Tabellini, allenatore di pallacanestro italiano
- 1983 - Max Winkler, regista, sceneggiatore e produttore cinematografico statunitense
- 1984 - Rasim Aliyev, giornalista azero († 2015)
- 1984 - Sigourney Bandjar, ex calciatore olandese
- 1984 - Dušan Basta, ex calciatore serbo
- 1984 - Đorđe Đikanović, ex calciatore montenegrino
- 1984 - Kimberly Glass, pallavolista statunitense
- 1984 - Robert Huth, dirigente sportivo e ex calciatore tedesco
- 1984 - Aljaksandr Paŭlaŭ, ex calciatore bielorusso
- 1984 - Miroslav Podrazký, ex calciatore ceco
- 1984 - Pierric Poupet, ex cestista e allenatore di pallacanestro francese
- 1984 - Yohann Rivière, ex calciatore francese
- 1984 - Mustafa Shakur, ex cestista statunitense
- 1984 - Layla Sin, attrice pornografica e modella israeliana
- 1984 - Danijel Stojanović, ex calciatore croato
- 1984 - Zheng Zhengyang, calciatore macaense
- 1985 - Barbara Abart, slittinista italiana
- 1985 - Ariana, cantante statunitense
- 1985 - Beatrice Borromeo, ex modella, giornalista e conduttrice televisiva italiana
- 1985 - Inge Dekker, ex nuotatrice olandese
- 1985 - Strašimira Filipova, pallavolista bulgara
- 1985 - Pedro Galván, ex calciatore argentino
- 1985 - Fábio Espinho, allenatore di calcio e ex calciatore portoghese
- 1985 - Tiago Gomes, ex calciatore portoghese
- 1985 - Kamesha Hairston, ex cestista statunitense
- 1985 - Edvinas Ramanauskas, canoista lituano
- 1985 - Ghasem Rezaei, lottatore iraniano
- 1985 - Bryan Ruiz, ex calciatore costaricano
- 1985 - Daniela Torto, politica italiana
- 1985 - Isaac Wells, ex cestista statunitense
- 1986 - Evan Gattis, ex giocatore di baseball statunitense
- 1986 - Damian Kuczyński, sollevatore polacco
- 1986 - Ross McCormack, calciatore scozzese
- 1986 - Grigor Melik'set'yan, ex calciatore armeno
- 1986 - Alexios Michaīl, ex calciatore greco
- 1986 - Lara-Isabelle Rentinck, attrice e modella tedesca
- 1986 - Antonin Rouzier, pallavolista francese
- 1986 - Miesha Tate, artista marziale mista statunitense
- 1986 - Ismaël Traoré, calciatore francese
- 1986 - Graham Zusi, ex calciatore statunitense
- 1986 - Josimar Rosado da Silva Tavares, calciatore brasiliano († 2016)
- 1987 - Mika Boorem, attrice e regista statunitense
- 1987 - Mathias Christen, calciatore liechtensteinese
- 1987 - Hanna Dzerkal', nuotatrice ucraina
- 1987 - Tomáš Fryšták, calciatore ceco
- 1987 - Alex Henery, giocatore di football americano statunitense
- 1987 - Martin Järveoja, copilota di rally e ex judoka estone
- 1987 - Joanna Jędrzejczyk, ex artista marziale mista e thaiboxer polacca
- 1987 - Artur Marciniak, ex calciatore polacco
- 1987 - Benaminio Mateinaaqara, calciatore figiano
- 1987 - Tyler McGill, ex nuotatore statunitense
- 1987 - Valerija Musina, ex cestista russa
- 1987 - Mari Plácido, ex cestista portoricana
- 1987 - Toby Price, pilota motociclistico australiano
- 1987 - Matías Sánchez, ex calciatore argentino
- 1987 - Igor Sijsling, tennista olandese
- 1987 - Tine Thing Helseth, trombettista norvegese
- 1987 - Siri Tollerod, modella norvegese
- 1987 - Yu Dan, tiratrice a segno cinese
- 1987 - Giulia Zanotelli, politica italiana
- 1988 - Javi Álamo, calciatore spagnolo
- 1988 - Alfonso Artabe, calciatore spagnolo
- 1988 - Michael Boxall, calciatore neozelandese
- 1988 - Julio Buffarini, calciatore argentino
- 1988 - Mauro Caviezel, ex sciatore alpino svizzero
- 1988 - Jevhen Chytrov, pugile ucraino
- 1988 - Kévin Diaz, ex calciatore francese
- 1988 - Ognjen Đelmić, ex calciatore bosniaco
- 1988 - Wilfried Domoraud, calciatore francese
- 1988 - Elini Dīmoutsos, ex calciatore greco
- 1988 - Federica Ferraro, marciatrice italiana
- 1988 - Gianluca Gazzoli, conduttore radiofonico e conduttore televisivo italiano
- 1988 - Natsumi Hara, ex calciatrice giapponese
- 1988 - Jack Hobbs, ex calciatore inglese
- 1988 - Katarina Ivanovska, modella e attrice macedone
- 1988 - Eggert Jónsson, calciatore islandese
- 1988 - Kristen Kit, canottiera e ciclista su strada canadese
- 1988 - G-Dragon, rapper, cantautore e produttore discografico sudcoreano
- 1988 - Wendell McKines, ex cestista statunitense
- 1988 - Thamsanqa Mkhize, calciatore sudafricano
- 1988 - Lewin Nyatanga, ex calciatore inglese
- 1988 - Rocco Palumbo, giocatore di poker italiano
- 1988 - Are Strandli, canottiere norvegese
- 1988 - Jorge Torrez, criminale statunitense
- 1989 - Isaac Acuña, calciatore messicano
- 1989 - Sansar Salvo, cantante e rapper turco
- 1989 - Ana Dabović, cestista serba
- 1989 - Ivan Fuštar, calciatore croato
- 1989 - Hong Jeong-ho, calciatore sudcoreano
- 1989 - Matt McCants, ex giocatore di football americano statunitense
- 1989 - Ben Mockford, cestista britannico
- 1989 - Andrea Renzi, cestista italiano
- 1989 - Willie le Roux, rugbista a 15 sudafricano
- 1989 - Tim Wallburger, nuotatore tedesco
- 1990 - Rafael Assis, calciatore brasiliano
- 1990 - Francesco Cappellin, velocista italiano
- 1990 - Giulia Catania, doppiatrice e direttrice del doppiaggio italiana
- 1990 - Nikita Čičerin, calciatore russo
- 1990 - Keith Clanton, cestista statunitense
- 1990 - Gareth Davies, rugbista a 15 britannico
- 1990 - Charlotte Durif, arrampicatrice francese
- 1990 - Gabriel Enache, ex calciatore rumeno
- 1990 - Lucas Finazzi, calciatore brasiliano
- 1990 - Nate Freese, giocatore di football americano statunitense
- 1990 - Mike James, cestista statunitense
- 1990 - Markus Kolke, calciatore tedesco
- 1990 - Kevin Long, calciatore irlandese
- 1990 - Massiah McDonald, calciatore montserratiano
- 1990 - Igor Nesterenko, cestista ucraino
- 1990 - Janko Pacar, ex calciatore svizzero
- 1990 - Dontari Poe, giocatore di football americano statunitense
- 1990 - Or Sasson, ex judoka israeliano
- 1990 - Jason Steele, calciatore inglese
- 1990 - Aishah Sutherland, cestista statunitense
- 1990 - Henry Uche, ex calciatore nigeriano
- 1990 - Washington Brandão, calciatore brasiliano
- 1990 - Aderlan Silva, calciatore brasiliano
- 1991 - Liz Cambage, cestista australiana
- 1991 - Matías Campos López, calciatore cileno
- 1991 - Richard Harmon, attore canadese
- 1991 - Mercédesz Henger, attrice, personaggio televisivo e modella ungherese
- 1991 - José Carlos Maltos Diaz, giocatore di football americano messicano
- 1991 - Brianna McNeal, ostacolista statunitense
- 1991 - Joaquín Menini, hockeista su prato argentino
- 1991 - Martín Pérez Guedes, calciatore argentino
- 1991 - Marina Sumić, taekwondoka croata
- 1991 - Alessandro Tondo, pallavolista italiano
- 1991 - Esra Ural, cestista turca
- 1991 - Wang Yu, altista cinese
- 1992 - Néstor Albiach, calciatore spagnolo
- 1992 - Elizabeth Beisel, ex nuotatrice statunitense
- 1992 - Bogdan Bogdanović, cestista serbo
- 1992 - Josh Cohen, calciatore statunitense
- 1992 - Igor Coronado, calciatore brasiliano
- 1992 - Richard Lašík, calciatore slovacco
- 1992 - Giulia Montalti, calciatrice italiana
- 1992 - Chris N'Goyos, ex calciatore francese
- 1992 - Riko Narumi, attrice e modella giapponese
- 1992 - Quah Ting Wen, nuotatrice singaporiana
- 1992 - Mawaan Rizwan, attore, comico e sceneggiatore pakistano
- 1992 - Christian Whitehead, informatico e programmatore australiano
- 1992 - Daria Zawiałow, cantante polacca
- 1993 - Nikola Antonijević, pallavolista statunitense
- 1993 - Denys Balan, calciatore ucraino
- 1993 - Joey Belterman, calciatore olandese
- 1993 - Michael Carey, ex cestista bahamense
- 1993 - Willie Cauley-Stein, cestista statunitense
- 1993 - Cinta Laura, cantautrice, ballerina e attrice tedesca
- 1993 - Rubén Díez, calciatore spagnolo
- 1993 - José Fajardo, calciatore panamense
- 1993 - Riki Harakawa, calciatore giapponese
- 1993 - Jung Eun-ji, cantante e attrice sudcoreana
- 1993 - Maia Mitchell, attrice australiana
- 1993 - George Moncur, calciatore inglese
- 1993 - Sergio Pettis, artista marziale misto statunitense
- 1993 - Yonatthan Rak, calciatore uruguaiano
- 1994 - Ceyda Aktaş, pallavolista turca
- 1994 - Davíð Örn Atlason, calciatore islandese
- 1994 - Matheus Barbosa, calciatore brasiliano
- 1994 - Shalom Brune-Franklin, attrice britannica
- 1994 - Mohammed Djetei, calciatore camerunese
- 1994 - Lucas Farias, ex calciatore brasiliano
- 1994 - Sin Boy, rapper greco
- 1994 - Gregor Hrovat, cestista sloveno
- 1994 - Vitor Kley, cantante, musicista e polistrumentista brasiliano
- 1994 - Ivan Konovalov, calciatore russo
- 1994 - Kayel Locke, ex cestista statunitense
- 1994 - Taylor Moton, giocatore di football americano statunitense
- 1994 - Krists Neilands, ciclista su strada lettone
- 1994 - Eric Johana Omondi, calciatore keniota
- 1994 - Todor Petrović, calciatore serbo
- 1994 - Madelaine Petsch, attrice, youtuber e modella statunitense
- 1994 - Alexis Ryan, ciclista su strada statunitense
- 1994 - Morgan Sanson, calciatore francese
- 1994 - Krisztián Somhegyi, tuffatore ungherese
- 1995 - Jerome Blake, velocista canadese
- 1995 - Subashish Bose, calciatore indiano
- 1995 - Martí Casas, hockeista su pista spagnolo
- 1995 - Alexa Davies, attrice gallese
- 1995 - Daniel Holzer, calciatore ceco
- 1995 - Vincenzo Messina, attore italiano
- 1995 - Dani Ndi, calciatore camerunese
- 1995 - Stefano Paternò, artista marziale misto italiano
- 1995 - Parker McKenna Posey, attrice statunitense
- 1995 - Lamont Roach Jr., pugile statunitense
- 1995 - Shahab Zahedi, calciatore iraniano
- 1996 - M'Bala Nzola, calciatore angolano
- 1996 - Thomas Robinet, calciatore francese
- 1997 - Abdel Hakim Abdallah, calciatore francese
- 1997 - Roko Badžim, cestista croato
- 1997 - Prince Barrie, calciatore sierraleonese
- 1997 - Lucas Bergamini, sportivo brasiliano
- 1997 - Vincenzo Caponigro, giocatore di calcio a 5 italiano
- 1997 - Yohanes Chiappinelli, siepista, mezzofondista e maratoneta italiano
- 1997 - Matej Cvetanoski, calciatore macedone
- 1997 - DeMarco Dickerson, cestista statunitense
- 1997 - Jean-Armel Drolé, calciatore ivoriano
- 1997 - Kálmán Furkó, canottiere ungherese
- 1997 - Manuela Giugliano, calciatrice italiana
- 1997 - Chidamba Hazemba, velocista zambiano
- 1997 - Li Jiaman, arciera cinese
- 1997 - Kelvin Giacobe Alves dos Santos, calciatore brasiliano
- 1997 - Christoph Kobald, calciatore austriaco
- 1997 - Josephine Langford, attrice australiana
- 1997 - Renato Sanches, calciatore portoghese
- 1997 - Joey Taylor, calciatore montserratiano
- 1997 - Kévin Zohi, calciatore ivoriano
- 1998 - Matteo Berti, cestista italiano
- 1998 - Clairo, cantautrice statunitense
- 1998 - Antonio Flecca, taekwondoka italiano
- 1998 - Nick Fuentes, attivista statunitense
- 1998 - Talina Gantenbein, sciatrice freestyle svizzera
- 1998 - Kylin Hill, giocatore di football americano statunitense
- 1998 - Michael Jerrell, giocatore di football americano statunitense
- 1998 - Ozan Kökçü, calciatore azero
- 1998 - Yannis Letard, calciatore francese
- 1998 - Phillip Menzel, calciatore tedesco
- 1998 - Parviz Nasibov, lottatore ucraino
- 1998 - Juan Nazareno, calciatore ecuadoriano
- 1998 - Lucas Niang, giocatore di football americano statunitense
- 1998 - Chuma Okeke, cestista statunitense
- 1998 - Cameron Puertas, calciatore spagnolo
- 1998 - Jevhen Smyrnyj, calciatore ucraino
- 1998 - Lucia Stafford, mezzofondista canadese
- 1998 - Zach Wright, giocatore di football americano statunitense
- 1999 - Robert Beal Jr., giocatore di football americano statunitense
- 1999 - Lasse Berg Johnsen, calciatore norvegese
- 1999 - Vitão, cantante brasiliano
- 1999 - Sebastián Cáceres, calciatore uruguaiano
- 1999 - Sivert Gussiås, calciatore norvegese
- 1999 - Majan, rapper tedesco
- 1999 - Braian Martínez, calciatore argentino
- 1999 - Chad Muma, giocatore di football americano statunitense
- 1999 - Harvy Ossété, calciatore della Repubblica del Congo
- 1999 - Matheus Saldanha, calciatore brasiliano
- 1999 - Cassius Stanley, cestista statunitense
- 1999 - Onni Valakari, calciatore finlandese
- 2000 - Aurora Berton, velocista italiana
- 2000 - Davide Calgaro, attore e comico italiano
- 2000 - Matteo Di Giusto, calciatore svizzero
- 2000 - Andreaa Dragoman, tennistavolista rumena
- 2000 - Tiago Gonçalves, calciatore portoghese
- 2000 - Ida Marie Hagen, combinatista nordica norvegese
- 2000 - Maximilian Kofler, pilota motociclistico austriaco
- 2000 - Axel Lindqvist, sciatore alpino svedese
- 2000 - Jakub Majerski, nuotatore polacco
- 2000 - Nikolaj Majorov, pattinatore artistico su ghiaccio svedese
- 2000 - Cameron Mason, ciclocrossista, mountain biker e ciclista su strada britannico
- 2000 - Aristide Mouaha, cestista camerunese
- 2000 - Ayrton Portillo, calciatore argentino
- 2000 - Alen Smailagić, cestista serbo
- 2000 - Nikolaj Titkov, calciatore russo
- 2000 - Éric Vales, calciatore andorrano
- 2000 - Yentl Van Genechten, calciatore belga

## XXI secolo(39)
- 2001 - Islam Al'sultanov, calciatore russo
- 2001 - Davide Di Veroli, schermidore italiano
- 2001 - Alexa Leary, nuotatrice australiana
- 2001 - Ruslan Litvinov, calciatore russo
- 2001 - Léo Naldi, calciatore brasiliano
- 2001 - Wesley Ngakoutou, calciatore francese
- 2001 - Axel Nyborg, tuffatore norvegese
- 2001 - Matías Sosa, calciatore argentino
- 2001 - Alexander Steen Olsen, sciatore alpino norvegese
- 2002 - Janis Antiste, calciatore francese
- 2002 - Andrea Contadini, calciatore sammarinese
- 2002 - Amar Dedić, calciatore bosniaco
- 2002 - Nikita Krivcov, calciatore russo
- 2002 - Jade Melbourne, cestista australiana
- 2002 - Mohamed Nasraoui, calciatore tunisino
- 2002 - Klavdia, cantante greca
- 2002 - Jevhen Pavljuk, calciatore ucraino
- 2002 - Midana Cassamá, calciatore guineense
- 2002 - Bart Verbruggen, calciatore olandese
- 2003 - Max Charles, attore e doppiatore statunitense
- 2003 - Mar'jan Faryna, calciatore ucraino
- 2003 - Arianne Forget, sciatrice alpina canadese
- 2003 - Sankalp Gupta, scacchista indiano
- 2003 - Umarali Rahmonaliyev, calciatore uzbeko
- 2003 - Petar Ratkov, calciatore serbo
- 2003 - Youri Regeer, calciatore olandese
- 2003 - Gerónimo Rivera, calciatore argentino
- 2003 - Kai Taylor, nuotatore australiano
- 2003 - Gyan de Regt, calciatore olandese
- 2004 - Catriel Cabellos, calciatore argentino
- 2004 - Alexander Hernández, calciatore uruguaiano
- 2004 - Antoni Kozubal, calciatore polacco
- 2004 - Louna Ribadeira, calciatrice francese
- 2005 - Stanley Buzek, sciatore alpino statunitense
- 2005 - Matheus Gonçalves, calciatore brasiliano
- 2005 - Gottfrid Rapp, calciatore svedese
- 2006 - Kantinan Adisaisiributr, nuotatore artistico thailandese
- 2006 - Summer McIntosh, nuotatrice canadese
- 2007 - Andrea Arru, attore e modello italiano

## Senza anno specificato(1)
- Victor Basch, politico e filosofo francese († 1944)